# Atrapada (pel·lícula de 1998)
Atrapada (títol original en anglès, Break Up) és una pel·lícula de thriller policial estatunidenca de 1998 dirigida per Paul Marcus i escrita per Anne Amanda Opotowsky. És protagonitzada per Bridget Fonda, Kiefer Sutherland, Hart Bochner i Steven Weber. S'ha doblat al català.

## Repartiment
- Bridget Fonda com a Jimmy Dade
- Kiefer Sutherland com l'oficial John Box
- Steven Weber com l'oficial Andrew Ramsey
- Hart Bochner com a Frankie Dade
- Penelope Ann Miller com a Grace
- Tippi Hedren com a mare
- Leslie Stefanson com a Shelly